# Хлордіазепоксид
Хлордіазепоксид (англ. Chlordiazepoxide, лат. Chlordiazepoxidum) — синтетичний лікарський засіб, що відноситься до транквілізаторів з групи похідних бензодіазепіну. Хлордіазепоксид застосовується перорально. Хлордіазепоксид уперше синтезований Лео Штернбахом і Ловером Рендаллом, співробітниками компанії «Hoffmann-La Roche», який працював у лабораторії на території США, у середині 50-х років ХХ століття, який дав новій сполуці назву «Лібріум». Цей препарат став першою синтезованою сполукою класу бензодіазепінів, яка застосовується у клінічній практиці. Пізніше у цій лабораторії синтезовано похідне хлордіазепоксиду діазепам, який також застосовується в клінічній практиці, та залишається одним із найпоширеніших транквілізаторів у світі.

## Фармакологічні властивості
Хлордіазепоксид — синтетичний лікарський засіб, що відноситься до транквілізаторів з групи похідних бензодіазепіну. Механізм дії препарату полягає у взаємодії з бензодіазепіновими рецепторами в алостеричному центрі постсинаптичних рецепторів гамма-аміномасляної кислоти, що розміщені в лімбічній системі, таламусі, гіпоталамусі, мозочку та бічних рогах спинного мозку та підвищенні чутливості ГАМК-рецепторів до медіатора — гамма-аміномасляної кислоти, що призводить до гальмування міжнейронної передачі у вказаних відділах мозку. Хлордіазепоксид має анксіолітичну, протисудомну, міорелаксуючу дію, при тривалому застосуванні має також помірну снодійну дію. У великих дозах препарат зменшує психомоторне збудження, проте не має антипсихотичного ефекту. Хлордіазепоксид застосовується при неврозах із тривогою та збудженням, мігрені, підвищеній подразливості, реактивній депресії, абстинентному синдромі. Завдяки протисудомній дії хлордіазепоксид може застосовуватися у комплексному лікуванні епілепсії. Також препарат може застосовуватися при клімактеричному синдромі, передменструальному синдромі, та з метою премедикації перед операціями. Проте тривале, а також безконтрольне застосування, хлордіазепоксиду призводить до розвитку психологічної або фізичної залежності від препарату. Основними симптомами залежності від хлордіазепоксиду є зниження концентрації уваги, дезорієнтація, головокружіння, сонливість, в'ялість, порушення координації рухів, амнезія, іноді — ейфорія, сплутаність свідомості, депресія, тремор, головний біль, безконтрольні рухи тіла.

### Фармакокінетика
Хлордіазепоксид при прийомі всередину майже повністю та відносно швидко всмоктується та розподіляється в організмі, максимальна концентрація в крові досягається протягом 0,5-8 годин. Хлордіазепоксид добре (на 96 %) зв'язується з білками плазми крові. Препарат добре проникає через гематоенцефалічний бар'єр, через плацентарний бар'єр, та виділяється в грудне молоко. Метаболізується хлордіазепоксид у печінці з утворенням кількох активних метаболітів. Виводиться препарат з організму з сечею переважно у вигляді метаболітів. Період напіввиведення хлордіазепоксиду становить 5-30 годин, а його метаболіту десметилдіазепаму подовжується до 200 годин, цей час може збільшуватися при печінковій та нирковій недостатності.

## Показання до застосування
Хлордіазепоксид застосовується при неврозах із тривогою та збудженням, мігрені, підвищеній подразливості, реактивній депресії, абстинентному синдромі, у комплексному лікуванні епілепсії, при клімактеричному синдромі,передменструальному синдромі, та з метою премедикації перед операціями.

## Побічна дія
Хоча в більшості випадків хворі добре переносять прийом хлордіазепоксиду, проте при його застосуванні нерідко спостерігаються побічні ефекти. Найчастішими побічними явищами при застосуванні хлордіазепоксиду є:
- Алергічні реакції — рідко шкірний висип.
- З боку травної системи — рідко нудота, сухість у роті, запор, слинотеча, жовтяниця, підвищення активності ферментів печінки.
- З боку нервової системи — підвищена стомлюваність, м'язова слабість, сонливість, загальмованість, порушення координації рухів, запаморочення, головний біль, сплутаність свідомості, атаксія, диплопія, порушення зору, тремор, дизартрія, погіршення настрою, депресія, парадоксальні реакції (у тому числі психомоторне збудження, тривога, галюцинації).
- З боку серцево-судинної системи — при парентеральному застосуванні артеріальна гіпотензія.
- З боку дихальної системи — при парентеральному застосуванні порушення дихання.
- З боку сечостатевої системи — зниження або підвищення лібідо, затримка сечі.

При передозуванні хлордіазепоксиду спостерігається різка загальмованість, виражена сонливість, ністагм, апное, пригнічення серцевої діяльності — гіпотонія та брадикардія, зниження чутливості до болю, порушення координації рухів, парадоксальне збудження, дизартрія, клонічні посмикування кінцівок, пригнічення рефлексів, порушення свідомості з переходом у кому та летальний кінець. Як антидот хлордіазепоксиду при передозуванні застосовується флумазеніл, що є специфічним антагоністом бензодіазепінових рецепторів.

## Протипокази
Хлордіазепоксид протипоказаний при підвищеній чутливості до препарату або до інших похідних бензодіазепінового ряду, вираженій міастенії, гострій дихальній недостатності, алкогольній або наркотичній залежності (окрім абстинентного синдрому), фобіях, нав'язливих станах, у першому триместрі вагітності, годуванні грудьми, новонародженим.

## Форми випуску
Хлордіазепоксид випускається у вигляді таблеток, желатинових капсул і драже по 0,005; 0,01 і 0,025 г. Хлордіазепоксид випускається також у вигляді комбінованих препаратів з амітриптиліном і клідиніумом бромідом.